# Alessandro Pajola
Alessandro Pajola, né le 9 novembre 1999 à Ancône, en Italie, est un joueur italien de basket-ball, évoluant aux postes de meneur et d'arrière.

## Biographie
Alessandro Pajola rejoint la Virtus Bologne en 2015, devenant un joueur de soutien important en 2016-17, lorsque le club était en Serie A2. Le 19 juin 2017, la Virtus Bologne remporte les playoffs, battant Trieste par 3-0, revenant ainsi en Série A après seulement un an.
En juin 2021, après avoir éliminé 3-0 Basket Treviso en quarts de finale et New Basket Brindisi en demi-finales, la Virtus bat son rival historique Olimpia Milan en finale, remportant son 16e titre national et le premier après vingt ans.
Le 21 septembre 2021, l'équipe remporte sa deuxième supercoupe d'Italie, battant une nouvelle fois l'Olimpia Milan 90-84. Pajola est nommé MVP du tournoi. 
Après avoir éliminé Lietkabelis, Ulm et Valence lors des trois premiers tours des playoffs, Virtus batt Frutti Extra Bursaspor 80-67 à la Segafredo Arena, le 11 mai 2022, remportant ainsi sa première EuroCoupe, se qualifiant pour l'Euroligue après quatorze ans. a
Bien qu'ayant terminé la saison régulière à la première place et ayant éliminé 3-0 Pesaro et Tortona lors des deux premiers tours des playoffs, Virtus a été battu 4-2 en finale nationale par l'Olimpia Milan. 
Le 29 septembre 2022, après avoir éliminé Milan en demi-finale, Virtus remporte sa troisième Supercoupe, en battant 72-69 Sassari et en réalisant un back-to-back, après le trophée de 2021. Virtus termine la saison de l'Euroligue à la 14e place, ne se qualifiant donc pas pour les playoffs. L'équipe est également battue en finale de la Coupe d'Italie par Brescia. En juin, après avoir battu 3-0 Brindisi et Tortona, Virtus est battu 4-3 par l'Olimpia Milan en finale du championnat, à l'issue d'une série largement considérée comme l'une des meilleures des dernières années du basket-ball italien. À la fin de la saison régulière, le 10 mai 2023, Pajola renouvelle son contrat avec Virtus jusqu'en 2026.

## Palmarès
- Ligue des champions 2019
- EuroCoupe 2022
- Champion d'Italie 2021
- Supercoupe d'Italie 2021, 2022, 2023
- 3e du championnat d'Europe des moins de 18 ans 2016
- Finaliste de la coupe du monde des moins de 19 ans 2017
- Meilleur joueur de -22 ans de Série A 2021
- MVP de la supercoupe d'Italie 2021
- Meilleur défenseur de Série A 2022